# Podologia
La podologia és un camp de les ciències de la salut encarregat de l'exploració, diagnòstic i tractament de malalties i alteracions del peu humà mitjançant tècniques mèdiques i quirúrgiques. Moltes malalties es manifesten en una primera fase per alteracions als peus com la diabetis, ⁣l'artritis o els problemes circulatoris. El podòleg ha d'estar preparat per a sospitar aquestes malalties i remetre el pacient a l'especialista adequat. El podòleg també ha de detectar, i en alguns casos tractar, les malformacions congènites dels peus. Amb l'augment de la pràctica d'esports, molts podòlegs s'han especialitzat en la branca esportiva, per exemple, adaptant plantilles i òrtesis per a corredors.
La podologia està en fase d'evolució en molts països, tot i que encara no s'han establert per complet les seves barreres legals i clíniques amb la traumatologia, la cirurgia ortopèdica, la dermatologia o la cirurgia vascular.

## Orígens de la podologia
En els orígens de la podologia trobem lligams propers a la cirurgia, la infermeria i l’odontologia, entre altres professions i pràctiques sanitàries. El cirurgià barber de l’època moderna practicava sagnies, arrencava dents i queixals, tallava cabells i arreglava barbes, o bé tractava els ulls de poll i les durícies dels peus.
El professional que s’especialitzava en la cura dels peus era conegut amb el nom de callista, pedicur, quiropedista o, fins i tot, practipédico. És a partir de la segona meitat del segle XX que es consolida la denominació de podòleg per designar els experts en aquesta disciplina.
A Espanya el Reial decret de 1845, reconeix la figura del practicant, i se l'autoritza a exercir la cirurgia menor. El practicant podia fer intervencions de cirurgia menor, però també incloïa, l'art del dentista i del callista. L'any 1861 es publica el reglament per a l'obtenció del títol de practicant en el qual ja es diferencien les figures del dentista i del callista.
El 1938 la British Medical Association reconeix l’especialitat de quiropodia i queda adscrita al Departament d’Auxiliars Mèdics.

## Podologia a Espanya
En alguns països la podologia és una especialitat de la infermeria; en altres, com a Espanya, constitueix una carrera universitària. A Espanya és un grau (4 anys) i els camps que se solen estudiar en aquesta carrera són:
- Cirurgia podològica, l'especialitat quirúrgica encarregada del diagnòstic, tractament i correcció definitiva d'aquelles malformacions i malalties congènites que apareixen als peus.[10]
- Ortopodologia, la part de la podologia que s'encarrega dels tractaments ortopèdics que s'apliquen al peu. És la ferramenta més important en la compensació i prevenció de les alteracions biomecàniques.
- Microbiologia i Parasitologia
- Dermatologia
- Quiropodologia
- Farmacologia
- Geriatria